# 토마스 클레스틸
토마스 클레스틸(독일어: Thomas Klestil, 1932년 11월 4일 ~ 2004년 7월 6일)은 오스트리아의 정치인이자 외교관이으로 1992년부터 2004년 사망할 때까지 제10대 제10대 대통령으로 재직하였다. 1992년 선출되고, 1998년에 재선되었다.

## 초기 생애와 경력
부친이 노면전차 직원이었던 빈에서 노동자 계급 가족에게 태어난 클레스틸은 자신이 조 자비눌과 친구였던 란트슈트라세 학교를 다녔다.  그는 빈 경제경영대학교에서 수학하여 1957년 박사 학위를 받았다.  공무에 입문한 후, 그는 오스트리아는 물론 경제협력개발기구 같이 해외에서 일하였다.  1969년 그는 로스앤젤레스에서 오스트리아 영사관을 설립하였다.  영어에 능통한 클레스틸은 대통령으로서 자신의 선거에 대비하여 유엔 주재 오스트리아 대사 (1978년-1982년)와 미국 주재 오스트리아 대사 (1982년-1987년)를 지냈다.

## 대통령 재임

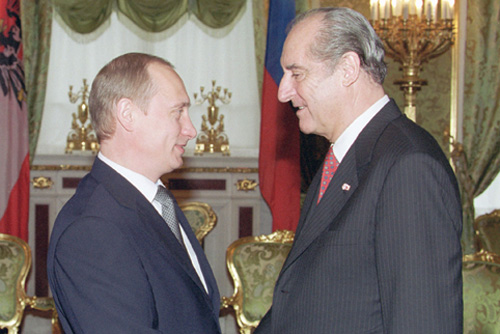
블라디미르 푸틴과 함께 (2001년 6월 23일)

대통령을 위하여 출마하는 데 보수적 오스트리아 국민당에 의하여 후보로 지명된 후, 그는 1992년 7월 8일 쿠르트 발트하임을 승계하였다.  하지만  자신의 직무의 2개의 기간의 과정에서 그의 정당으로부터 클레스틸의 소원은 2000년 외르크 하이더의 오스트리아 자유당과 새롭게 형성된 연정에서 후자가 선서를 해야했을 때 연방 총리 볼프강 쉬셀과 클레스틸 사이에 공개적으로 적대감이 생겨 점점 노골적이 되었다.  자신의 선거 운동 동안에 있던 클레스틸은 "적극적"인 대통령이 되기로 맹세하여 되풀이적으로 오스트리아 정부를 비판하였고 2003년에 주어진 스위스 신문과 인터뷰에서 이론적으로 그것은 자신이 그렇게 하는 데 필요했던 아무때나 정부를 해산하는 데 자신의 권력에 있었다는 것을 진술하였다.  사실은 오스트리아의 헌법은 대통령에서 광범위한 권력을 주나 이것들은 아무 클레스틸의 전임자들에 의하여 실행된 적이 없었다.

### 키리야트 마테르스도르프의 지지
클레스틸은 마터스부르크의 랍비 슈무엘 에렌펠트에 의하여 창립된 예루살렘 북부에 있는 하레디파 유대인 이웃 키리야트 마테르스로르프의 개발에 자신의 후원을 주었으며 1959년 홀로코스트에서 파괴된 부르겐란트주의 지벤게마인덴을 기억하며 마테르스도르프는 그중의 하나였다.  이웃의 회장을 지낸 에렌펠트의 아들 랍비 아키바 에렌펠트는 유치원과 네베 심하 요양원을 포함하여 몇몇의 기관들을 위하여 자금을 확보하는 데 오스트리아 정부와 긴밀한 관계를 맺었다.  키리야트 마테르스도르프의 순회를 포함했던 1994년 자신의 공식 이스라엘 방문에 이어 클레스틸은 1995년 1월 24일 호프부르크 궁전에서 공식 환영연회에 에렌펠트를 초대하였다.

## 개인 생활
1949년 클레스틸은 17세의 나이에 훗날의 부인 에디트 빌란더 (1932년-2011년)를 만났다.  결혼식은 1957년에 열렸고 1992년 오스트리아의 대통령으로서 선거 때까지 부부는 3명의 자녀를 두었다.  클레스틸이 외교관 마르고트 뢰플러와 연애를 했다는 사실을 공개하자 부부는 1994년에 헤어졌다.  1998년 9월 부부는 이혼을 했고 3개월 후에 클레스틸은 뢰플러에게 결혼하였다.  2004년 클레스틸이 사망했을 때 빌란더가 장례식에 참석하였다.  
클레스틸은 1996년 심각한 질병을 포함하여 폐와 관련된 건강 문제를 겪었다.

## 사망
2004년 7월 5일 자신이 직무를 떠나기 3일 전에 그는 아마 자신의 장기적 폐의 문제들에 의하여 일으켜진 심근경색 혹은 심부전을 겪었고 위독한 상태로 방치되었다.  7월 6일 현지 시간 23시 33분 그는 다발성 장기 부전으로 빈 중앙병원에서 사망하였다.
7월 10일 그의 국장은 빈의 슈테판 대성당에서 열렸고 그는 빈 중앙묘지에서 대통령 토굴에 안치되었다.  그의 장례식에 참석한 저명한 고위 인사들은 러시아 대통령 블라디미르 푸틴과 전직 대통령이자 유엔 사무총장 쿠르트 발트하임을 포함하였다.  클레스틸은 1950년 이래 직무 중에 사망하는 데 5번째 오스트리아의 대통령이 되었다.  

## 역대 선거 결과
| 선거명      | 직책명              | 대수 | 정당              | 1차 득표율 | 1차 득표수  | 2차 득표율 | 2차 득표수  | 결과 | 당락 |
| ----------- | ------------------- | ---- | ----------------- | ---------- | ----------- | ---------- | ----------- | ---- | ---- |
| 1992년 선거 | 오스트리아의 대통령 | 10대 | 오스트리아 국민당 | 37.20%     | 1,728,234표 | 56.89%     | 2,528,006표 | 1위  |      |
| 1998년 선거 | 오스트리아의 대통령 | 10대 | 오스트리아 국민당 | 63.42%     | 2,644,034표 |            |             | 1위  |      |